# Nécy
Nécy település Franciaországban, Orne megyében. Lakosainak száma 526 fő (2022. január 1.). Nécy La Hoguette, Vignats, Brieux, Montabard és Rônai községekkel határos.

## Népesség
A település népességének változása:
| Lakosok száma | 522  | 524  | 532  | 519  | 517  | 517  | 519  | 520  | 526  |
|               | 2013 | 2015 | 2016 | 2017 | 2018 | 2019 | 2020 | 2021 | 2022 |